# Pseudechiniscus scorteccii
Pseudechiniscus scorteccii är en djurart som tillhör fylumet trögkrypare, och som beskrevs av Francesco Franceschi 1952. Pseudechiniscus scorteccii ingår i släktet Pseudechiniscus och familjen Echiniscidae. Inga underarter finns listade i Catalogue of Life.